# Xenohammus bimaculatus
Xenohammus bimaculatus là một loài bọ cánh cứng trong họ Cerambycidae.